# Igor Tyutin
Igor Wiktorovich Tyutin é um físico teórico russo.